# Dieter Appelt
Dieter Appelt (Brandenburg, 1935) és un fotògraf alemany. El seu treball abasta des de la fotografia, el Cinema, el videoart i la performance, tot i que normalment en tots aquests mitjans implica escultures de la seva pròpia construcció.
A Catalunya es pot veure obra seva a la col·lecció permanent del MACBA, a Barcelona.

## Exposicions rellevants
- 2007- Dieter Appelt : exposition Ramifications, Museu Réattu a Arles
- 1995- Dieter Appelt, Art Institute of Chicago, del 19 de novembre 1994 al 8 de gener 1995[3]
- 1995 - Dieter Appelt, Museu Guggenheim (Nova York)[4]